# Claire de Castelbajac
Pour les articles homonymes, voir Castelbajac.
Pour les autres membres de la famille, voir Famille de Castelbajac.
Claire de Castelbajac, née le 26 octobre 1953 à Paris et morte le 22 janvier 1975 à Toulouse, est une jeune fille reconnue "Vénérable" par l'Eglise catholique.

## Biographie

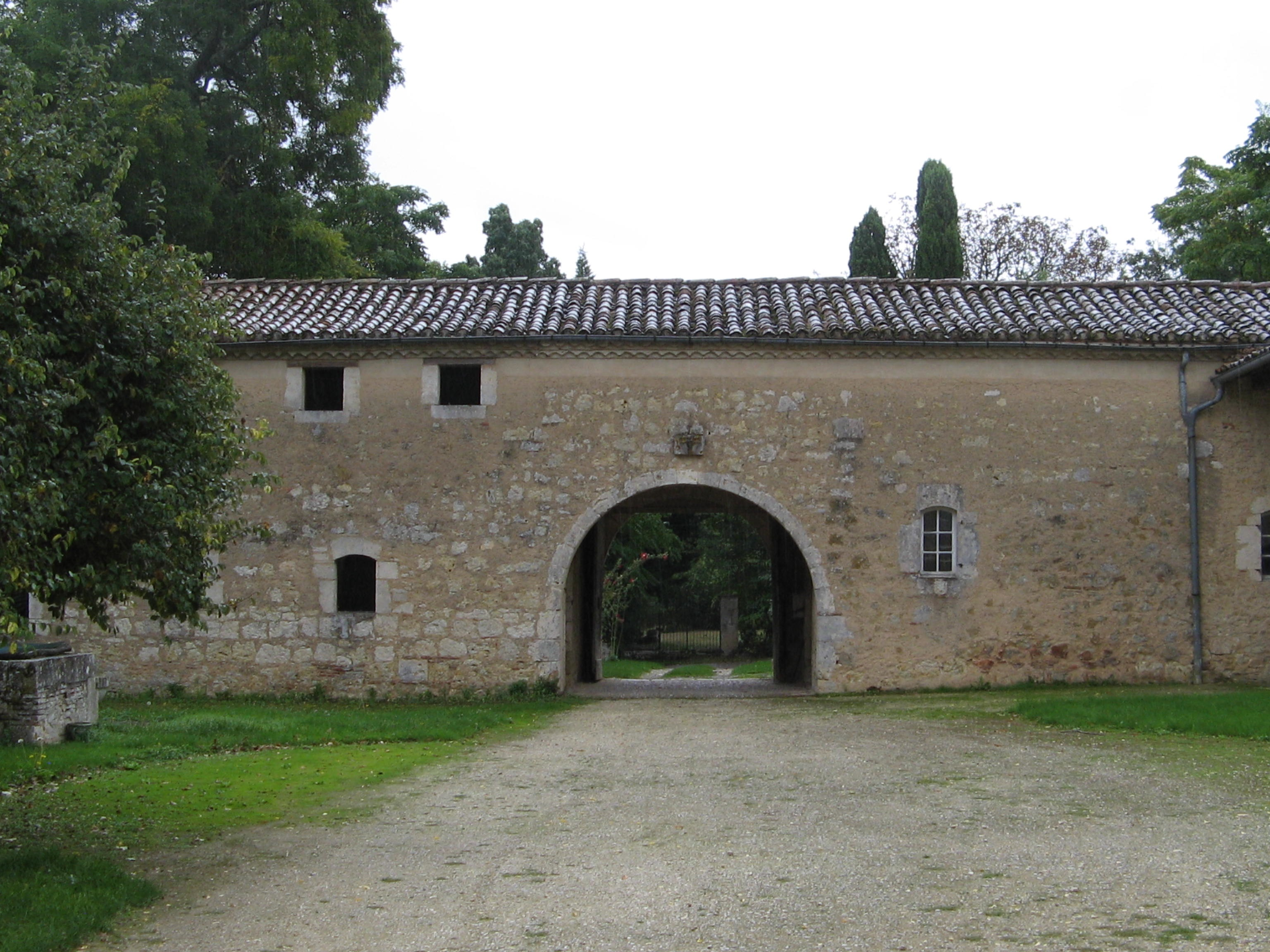
Château de Lauret dans lequel la petite Claire passa son enfance.

Claire de Castelbajac est la fille de  Louis de Castelbajac, directeur de la Banque d'État du Maroc, et de Solange Rambaud. Par sa mère, elle est la nièce du RP Philippe de la Trinité et la petite-nièce du cardinal André Jullien.
Après sa première communion et malgré une santé défaillante, elle affirme : « Je veux être sainte alors il faut que je fasse des sacrifices ».
Spécialisée en restauration d'œuvres d'art à l'Institut central de restauration à Rome, elle a notamment travaillé sur deux fresques dans la basilique Saint-François à Assise.
En 1972, elle confie à une religieuse : « Je voudrais donner du bonheur à tous ceux que j'approche et semer la joie. La petite Thérèse attendait d'être au ciel pour faire des heureux. Moi, je veux en faire sur la terre ».
Le 30 décembre 1974, Claire effectue un pèlerinage à Lourdes avec sa famille. Devant la grotte, elle reste environ une heure, d'abord immobile puis courbant le visage.
Elle meurt trois semaines plus tard à la suite d'une méningoencéphalite.
L'enquête officielle en vue de sa béatification a été ouverte en 1990 et close au niveau diocésain le 16 février 2008. Le décret de validité de l'enquête diocésaine a été signé à Rome le 4 juin 2009 par Angelo Amato, préfet de la Congrégation pour les causes des saints.
Depuis le printemps de 2004, sur la demande de l'archevêque d'Auch, Maurice Fréchard, le corps de Claire de Castelbajac repose  dans l'église de l'abbaye de Boulaur.